# 丁峰站 (黄海北道)
丁峰站（韓語：정봉역）是朝鮮民主主義人民共和國黄海北道新溪郡丁峰里的一個鐵路車站，属于青年伊川线。

## 邻近车站
青年伊川线
新溪站 - 丁峰站 - 支下里站